# Geneta de Johnston
La geneta de Johnston (Genetta johnstoni) és un mamífer de l'ordre Carnivora de la família dels vivèrrids, relacionat amb les civetes i els linsangs. Típicament és classificada dins del gènere Genetta com a únic representant del subgènere Paragenetta.
És considerada una les espècies de petits carnívors menys coneguda de l'oest d'Àfrica. Fins a l'any 2000, quan A. Dunham va capturar el primer espècimen viu al Parc Nacional de Taï, a Costa d'Ivori, la geneta de Johnston només era coneguda per uns poques (principalment malmeses) pells i cranis de museus.

## Descripció
Aquesta espècie mostra diverses característiques morfològiques distintives. El crani allargat i estret, la constricció de l'arc zigomàtic, i la reducció de la mandíbula i de les dents superiors, han justificat l'estatus de subgènere Paragenetta.
Pocock donà una descripció exacta del patró del pelatge de la mostra tipus.
Les taques del pelatge van del marró negrós al vermellós-marró i contrasten fortament amb la línia dorsal central fosca. Les dues primeres files de taques sovint s'uneixen formant línies completes o parcials, i les ratlles del clatell tendeixen a fondre's, de tal manera que el patró es torna irregular. Són també característics els anells de la cua, els quals són pàl·lids a la punta, i foscos cap a la part distal de la cua.
L'ús d'aquests trets de caràcter distintiu, ha permès identificar diversos espècimens, pertanyents a col·leccions de mamífers de museus d'història natural provinents de la regió del nord de Guinea, que prèviament no havien estat identificats, a través de tornar a investigar les col·leccions o la identificació fotogràfica. També s'ha fornit nformació per via de les identificacions dels actuals museus (comentaris personals dels conservadors dels museus) i de nous espècimens trobats.

## Ecologia
Viu a Costa d'Ivori, Ghana, Guinea i Libèria, a regions selvàtiques, encara que se n'ha vist algun espècimen en altres hàbitats. Aspectes del crani, particularment les dents, han conduït diversos autors a atribuir-li una dieta principalment insectívora.